# 菊谷匡祐
菊谷 匡祐（きくや きょうすけ、1935年 - 2010年1月19日）は、日本の文筆家・翻訳家。

## 略歴
神奈川県出身。1958年早稲田大学第一文学部独文学専修卒業。早稲田大学在学中に、所属していた新聞部の原稿依頼を契機として、開高健の知遇を得る。その後、自身が開高健に提供した資料「カフカの断片集中の一片」がもととなり執筆された「流亡記」により衝撃を受け（本人曰く「30枚の短編のはずが120枚の中編となったことが、そのまま彼我の構想力の差に感じられた」）、「開高健の鑑賞家」となることを決意する。
1962年に早稲田大学大学院文学研究科芸術学コース修士課程修了後、出版社勤務ののちも開高健との公私に亘る親交は続き、1977年にはブラジル・アマゾンへの取材行にも同行する。それに先立って企画した「月刊プレイボーイ」編集長（当時）の岡田朴を開高健に紹介した。また、この取材行は「オーパ!」と題して連載された。
その後も自身の著述・翻訳を行うかたわら、開高健の関係するテレビ・雑誌等の企画にたびたび関与した。

## 著作
- 『世紀末的ゴルフ用語学』（嶋口信義共著、日本文化出版） 1994
- 『酒のかたみに～酒で綴る亡き作家の半生史』（たる出版） 1996
- 『世界ウィスキー紀行～スコットランドから東の国まで』（立木義浩写真、リブロポート） 1997
- 『ゴルフを愛した男たち～サントリーオープン物語』（TBSブリタニカ） 2000
- 『開高健のいる風景』（集英社） 2002
- 『早慶戦の百年 学生野球讃歌』（集英社新書） 2003
- 『開高健が喰った!!』（実業之日本社） 2005
- 『ゴルファーの品格考』（学習研究社、パーゴルフ新書） 2008
- 『ゴルフの見識』（幻冬舎） 2008
- 『真説青木功』（学研） 2010

## 翻訳
- 『アメリカン・タイム』（ボブ・グリーン、集英社） 1988、のち文庫
- 『キャバレー～ヨーロッパ世紀末の飲酒文化』（リサ・アピニャネジ、サントリー） 1988
- 『ダウン・ザ・フェアウェイ』（ボビー・ジョーンズ, オー・ビー・キーラー、スタジオ・シップ） 1989
- 『アメリカン・ドリーム』（ボブ・グリーン、集英社） 1989
- 『アメリカン・ヒーロー』（ボブ・グリーン、集英社） 1990
- 『アメリカン・スタイル』（ボブ・グリーン、集英社） 1991
- 『輝ける嘘』（ニール・シーハン、集英社） 1992
- 『晩秋のシカゴ～ミシガン大通りから』（ボブ・グリーン、集英社） 1992
- 『ハノイ&サイゴン物語』（ニール・シーハン、集英社） 1993
- 『マイケル・ジョーダン物語』（ボブ・グリーン、集英社） 1993、のち文庫
- 『ムーン・ショット 月をめざした男たち』（アラン・シェパード, ディーク・スレイトン、集英社） 1994
- 『ハーヴィ・ペニックのゴルフ・グリーン・ブック』（ハーヴィ・ペニック、集英社） 1995、のち文庫
- 『依頼なき弁護』（スティーヴ・マルティニ、集英社文庫） 1996
- 『トミー・アーマーのキング・オブ・ゴルフ』（小池書院） 1996
- 『私が変わればゴルフが変わる』（ボブ・ロテラ、飛鳥新社） 1996
- 『人は自分が思ったとおりのゴルファーになる』（ボブ・ロテラ、飛鳥新社） 1998
- 『ニック・プライスのザ・スウィング : Mastering the principles of the game』（小池書院） 1998
- 『今のスイングでいい 自分のゴルフを信じなさい』（ボブ・ロテラ、飛鳥新社） 1999
- 『ジャック・ニクラウス自伝』（ケン・バウデン編、飛鳥新社） 2000

## 関連人物
- 開高健 - 作家。公私に渡り親交を結ぶ。
- 村松剛 - 作家。大学在学中から親交。
- 立木義浩 - カメラマン。